# Pachycondyla senegalensis
Pachycondyla senegalensis är en myrart som först beskrevs av Santschi 1914.  Pachycondyla senegalensis ingår i släktet Pachycondyla och familjen myror. Inga underarter finns listade i Catalogue of Life.